# لوس تروجیلوس-گابالدون (نیومکزیکو)
لوس تروجیلوس-گابالدون(به انگلیسی: Los Trujillos-Gabaldon) شهری در ایالت نیومکزیکو کشور ایالات متحده آمریکا است که جمعیت آن در سرشماری سال ۲۰۱۰ میلادی، ۲٬۱۶۶* نفر بوده‌است.

## موقعیت جغرافیایی
موقعیت جغرافیایی شهرها و مناطق اطراف به شرح زیر است: